# مقاطعة كولومبيا (نيويورك)
مقاطعة كولومبيا (بالإنجليزية: Columbia County)‏ هي إحدى المقاطعات في ولاية نيويورك في الولايات المتحدة الأمريكية.

## أعلام
- والتر باترسون
- ويليام إتش وارنر
- ويليام هنري سميث
- إليجاه سبنسر
- بنيامين فرانكلين بتلر